# Retable de Montgeard
Le retable de Montgeard est un ensemble décoratif monumental en pierre et stuc de la deuxième moitié du XVIe siècle, conservé dans la chapelle Saint-Clair et Saint-Prim (2e nord) de l'église Notre-Dame-de-l'Assomption de Montgeard. Il ne s'agit donc pas du retable principal de l'église, le chœur de celle-ci étant décoré d'un ensemble classique daté du début du XVIIIe siècle.
Souvent ignoré des visiteurs et des historiens de l’art car jugé (à tort) du XIXe siècle, le retable de Montgeard est un témoin rare « de la production des sculpteurs toulousains en matière de décor religieux, à la fin du XVIe siècle ».

## Une origine inconnue
Fondée en 1527 par Arnaud du Faget, la chapelle Saint-Clair et Saint-Prim dans laquelle le retable est conservé était anciennement dédiée à saint Eutrope. Les Faget étaient une riche famille de marchands pasteliers qui a contribué de façon décisive à la construction et à la décoration de l’église de Montgeard.
Au milieu du XVIIe siècle, la chapelle était toujours propriété de la famille du Faget. Même si les armes des commanditaires sont aujourd'hui illisibles sur l'œuvre, il est vraisemblable d'indiquer une commande du retable de Montgeard par les Faget. 

## Un retable Renaissance
Il s'agit d'un retable tripartite de type architectural, fixe, sans volets et creusé de quatre niches abritant des statues de saints.
Sur le plan architectural, l’ensemble suit une ordonnance classique à deux niveaux supportés par des colonnes cannelées à chapiteaux doriques. Le premier niveau présente trois arcades avec niches à coquilles. Le deuxième niveau, séparé du premier par un entablement nu, est composé d’une seule niche sommée d’un fronton triangulaire. Le resserrement entre les deux niveaux est adouci par des doubles volutes.
Cette ordonnance très sobre rappelle par sa simplicité le module contemporain que le célèbre architecte et sculpteur toulousain Nicolas Bachelier développe à la même époque, sous forme de travée verticale, à l’hôtel d’Assezat (1555), ou de simple portail à l’église d’Assier (vers 1570).
En ce qui concerne la sculpture, chaque niche est garnie d’un personnage en ronde-bosse représenté en pied. Sur le plan stylistique, les drapés et le mouvement des quatre figures rattachent ces œuvres à la sculpture maniériste de la Seconde Renaissance française. Les statues du retable de Montgeard peuvent d'ailleurs être rapprochées de celles du portail de la Dalbade de Toulouse réalisées par Michel Colin (deuxième quart du XVIe siècle).

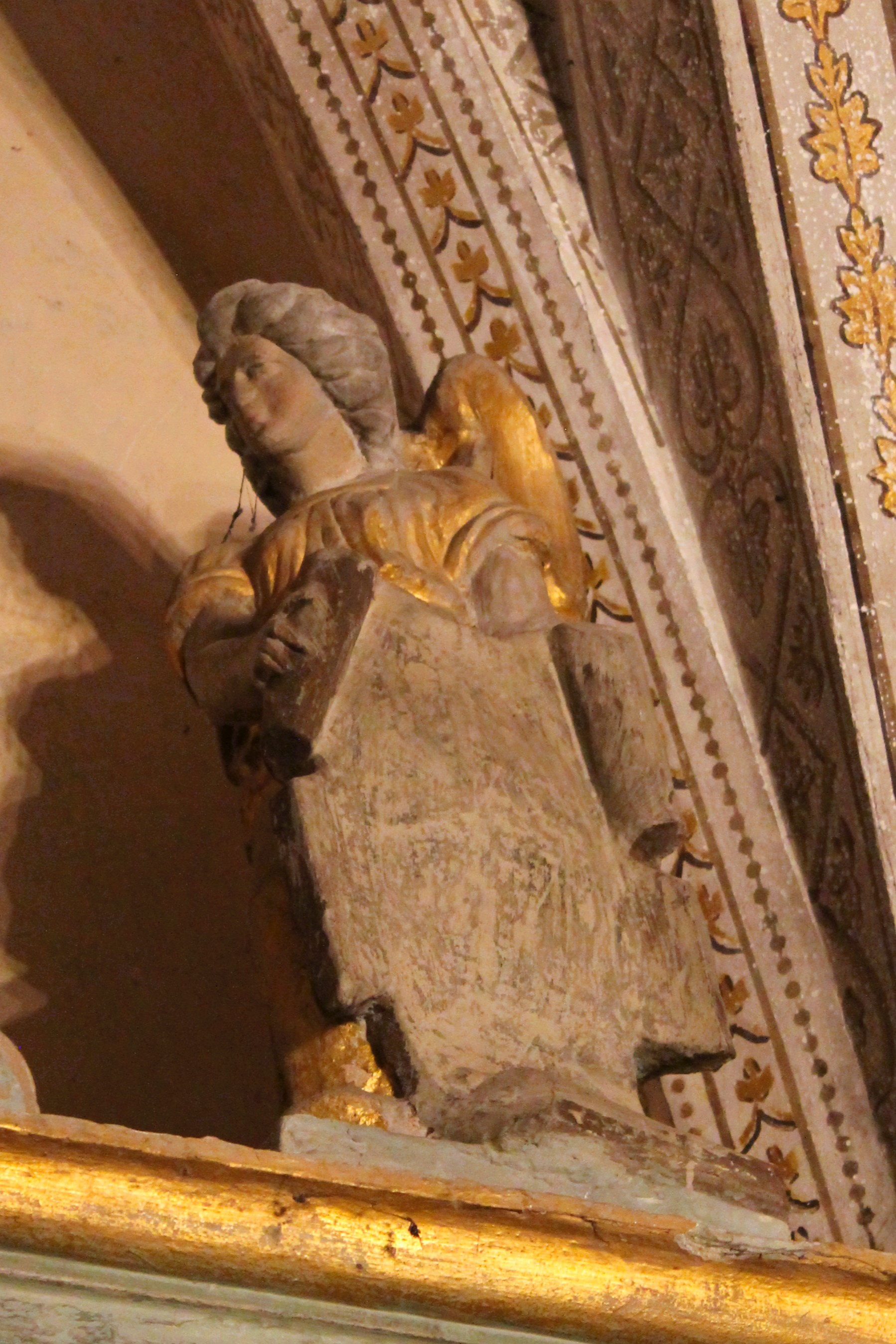
Ange présentant les armes, effacées, du commanditaire

Les angles sont amortis par deux anges qui rappellent l’usage privé de la chapelle en présentant les armes (effacées) du commanditaire sur des cuirs, ces éléments de stuc imitant un morceau de cuir découpé qui s’enroule sur lui-même. Ce motif ornemental, apparu à Fontainebleau dans la galerie François Ier, est caractéristique du maniérisme français.

## La difficile attribution des statues
L’identité des quatre figures représentées dans les niches reste en partie énigmatique. Seule celle de saint André, au second niveau ne fait aucun doute : il est vêtu à l’antique, avec de longs cheveux, une barbe et la  croix à branches égales, dite de saint André.

Concernant les trois autres personnages du premier registre, l’attribution est moins évidente. Il s’agit d’un moine (tonsure et froc) porteur d'une épée, entouré de deux ecclésiastiques de haut rang. Selon le témoignage d’une visite épiscopale de la fin du XVIe siècle, il pourrait s’agir des évêques Clair et Eutrope (qu'on retrouve aussi sur la clé de voûte de la chapelle), avec au centre Gilbert, dont les épisodes de la vie coïncide avec les attributs de la statue (saint Gilbert était un seigneur auvergnat devenu croisé puis abbé prémontré).

Détails du retable de Montgeard
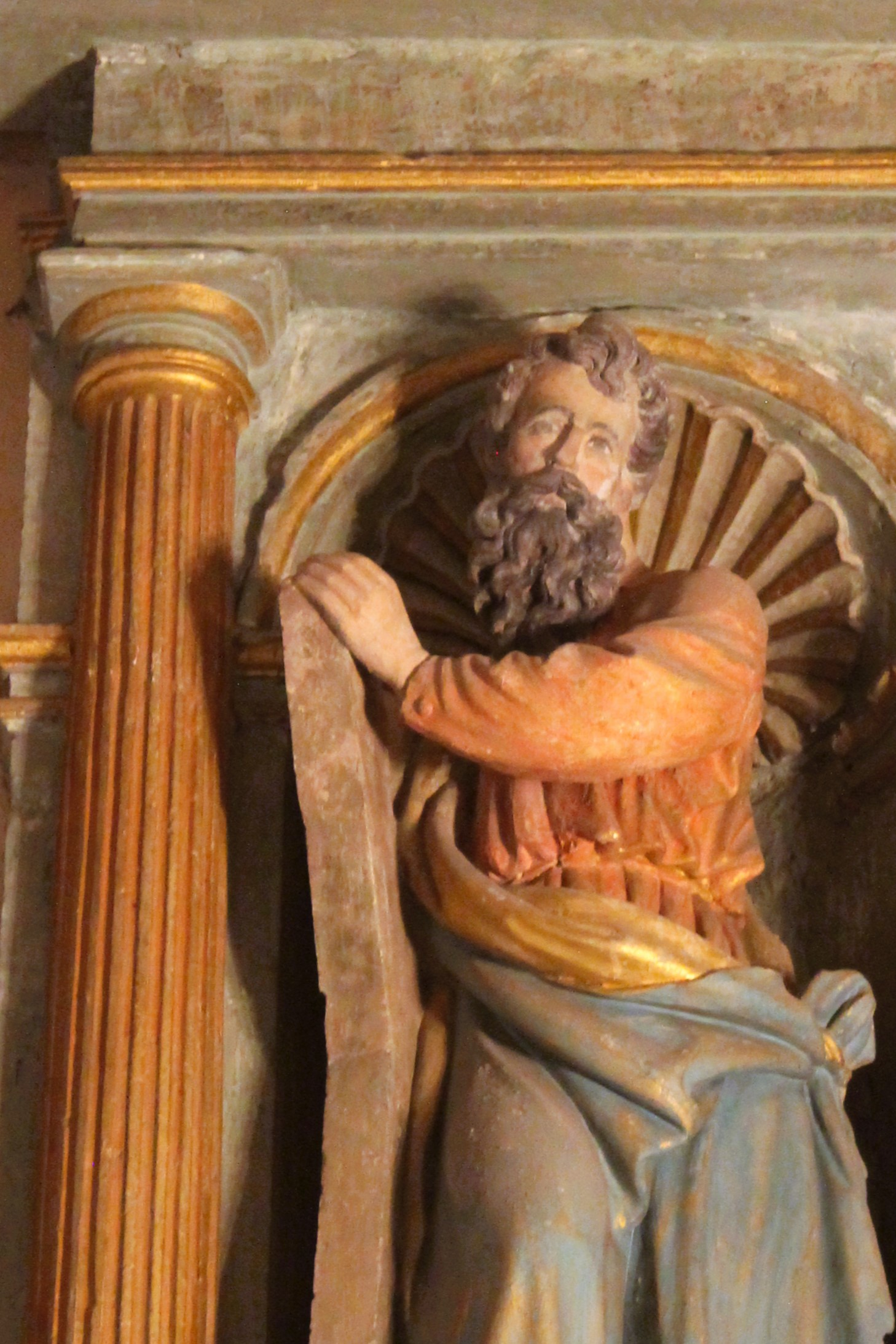
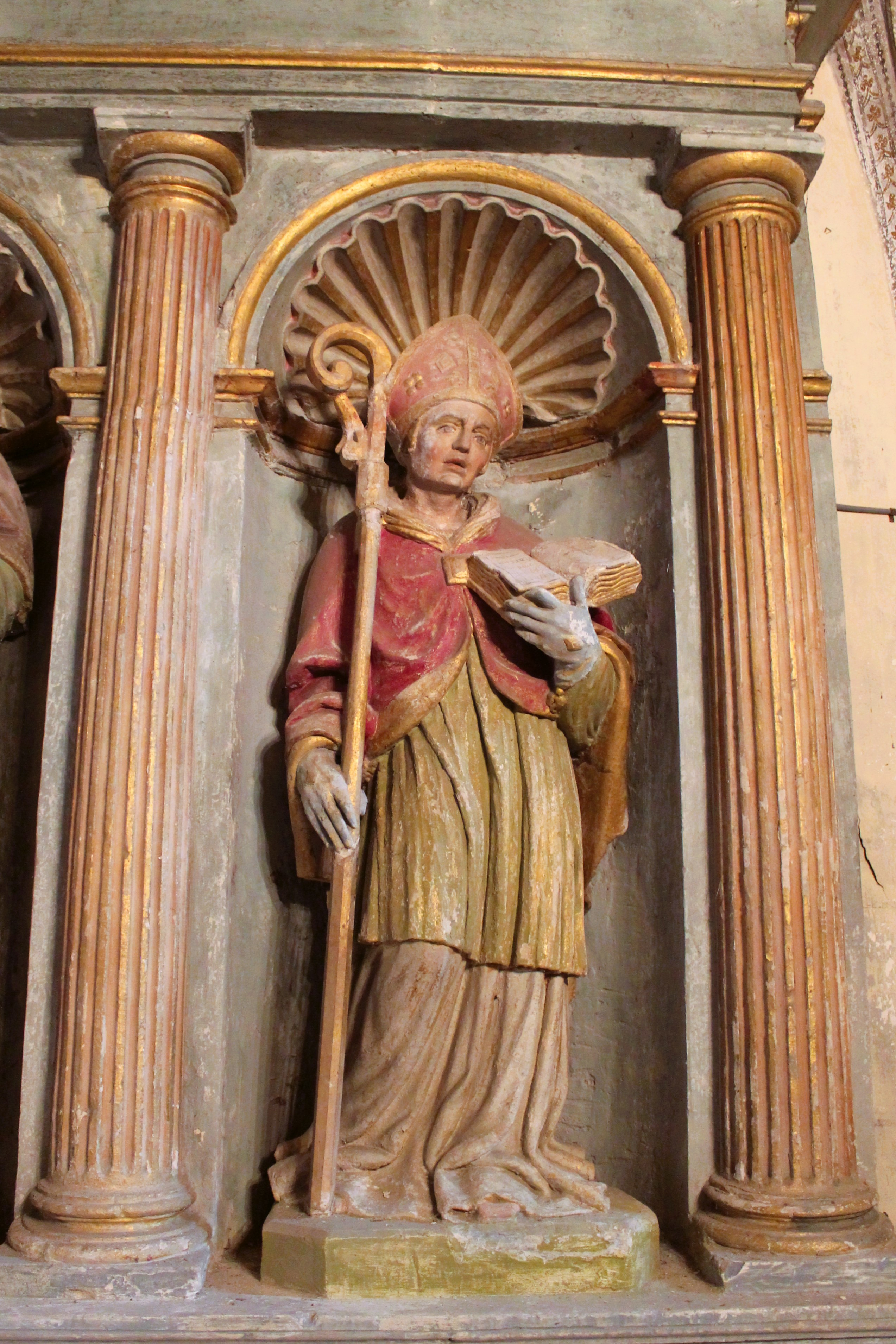
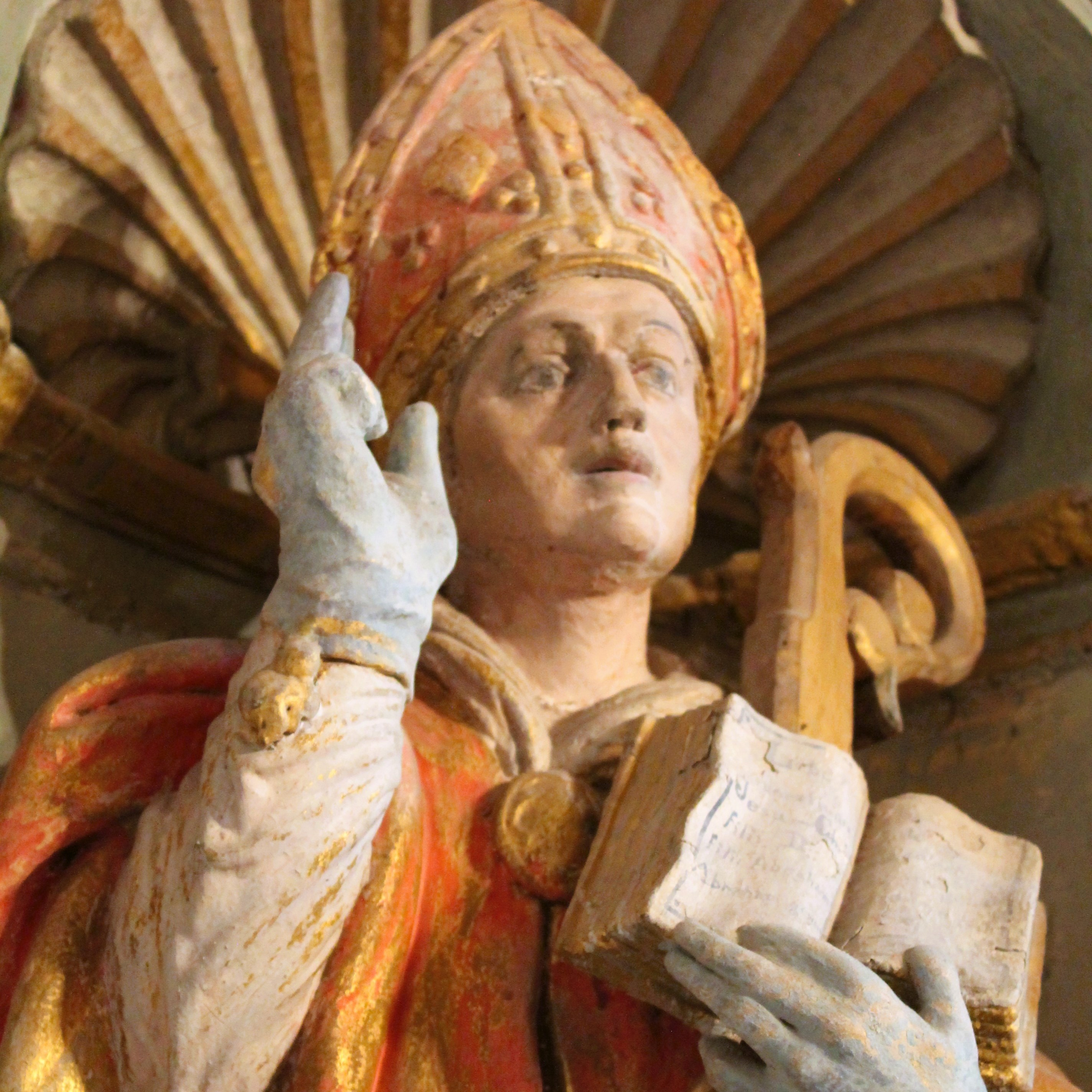
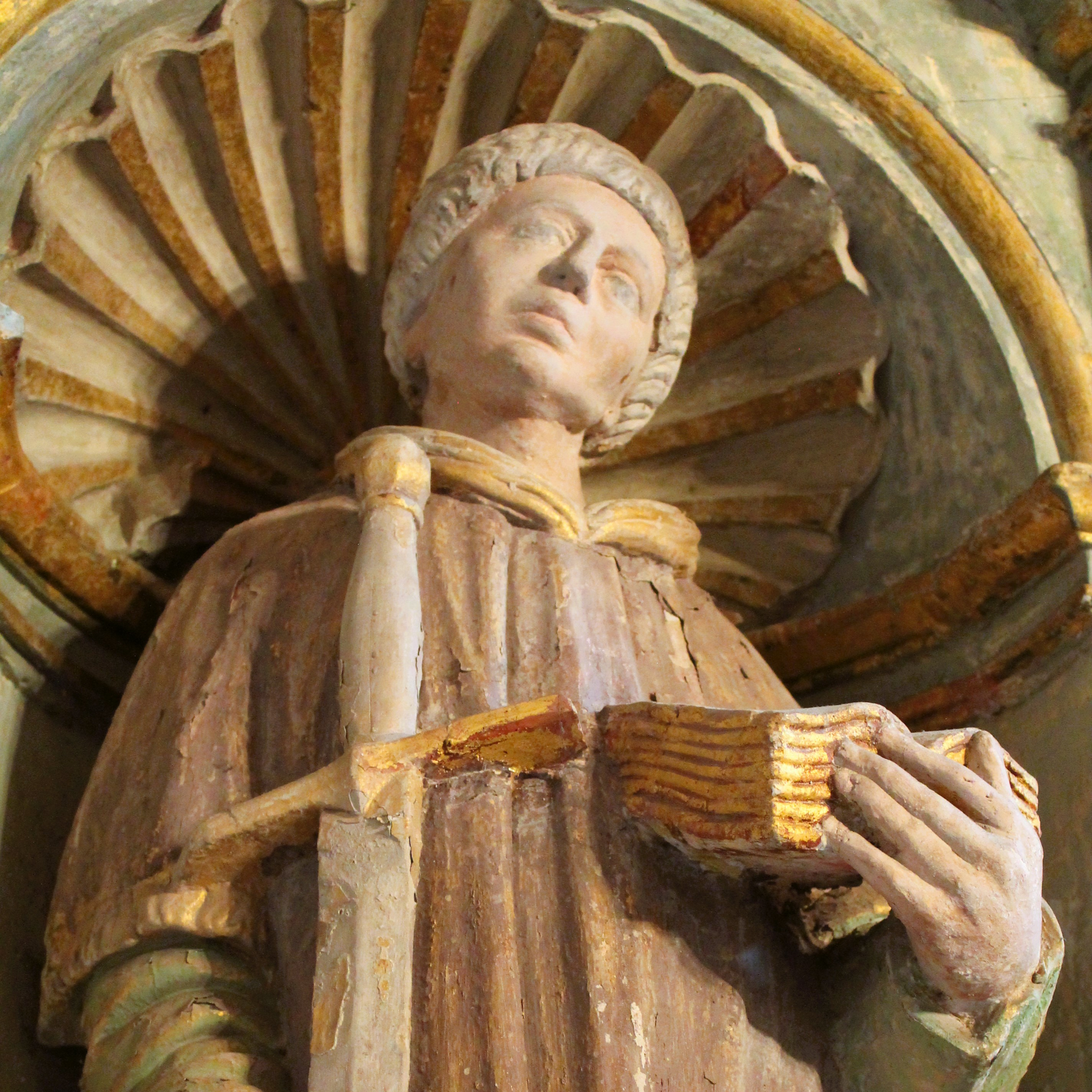

Une autre visite épiscopale, faite près d’un siècle et demi plus tard, mentionne au pied du retable une représentation de la cène sans qu’il soit possible de savoir si cette œuvre faisait partie ou non du retable d’origine. Aujourd’hui, le devant d’autel situé sous le retable présente une représentation en bas-relief du martyre de saint Clair et saint Prim datable du milieu du XIXe siècle.